# Willem Schinkel
Willem Schinkel (Kampen, 1976) is een Nederlands socioloog en filosoof. Hij werkt aan de Erasmus Universiteit te Rotterdam. In 2005 promoveerde Schinkel cum laude op het proefschrift Aspects of Violence. In dit onderzoek onderzocht Schinkel in hoeverre daders van geweld genieten van het plegen van deze daden.

## Studie en werk
Schinkel studeerde sociologie aan de Erasmus Universiteit te Rotterdam van 1995 tot en met 2000. Van 2000 tot 2005 werkte hij aan dezelfde universiteit als aio. Sinds 2005 is Schinkel universitair docent in de theoretische sociologie aan de Erasmus Universiteit. Schinkel publiceert onder andere over de staat, geweld, integratie en de sociologie van de liefde. Schinkel is een voorstander van wat hij eidetische sociologie noemt. Dat is een sociologie die er vanuit gaat dat zij niet alleen deel uitmaakt van de multipliciteit van de wereld die zij poogt te beschrijven, maar dat zij daarbij net zo transformatief is als de rest van de sociale wereld, terwijl zij bijdraagt aan de (her)structurering daarvan. Hiermee geeft hij een vervolg op Pierre Bourdieus reflexieve sociologie aan de hand van de systeemtheorie van Niklas Luhmann en Gilles Deleuzes concept van multipliciteit.
Andere invloeden op het werk van Schinkel zijn Nietzsche, Socrates, Whitehead, Schmitt, Foucault, Ingold, Dewey, Butler, Heidegger, Voegelin, Latour, Haraway, Habermas en Goffman.

### Promotieonderzoek
Zijn in 2005 gepubliceerde promotie-onderzoek Aspects of Violence werd bekroond met de Willem Nagelprijs van de Nederlandse Vereniging voor Criminologie. Schinkel onderzocht of en zo ja waarom geweld binnen de populaire cultuur aantrekkingskracht heeft. De centrale vraag van zijn onderzoek luidde: ontlenen geweldplegers bevrediging aan het plegen van geweld? Dit blijkt het geval te zijn, stelt Schinkel op basis van interviews met veroordeelde plegers van zware geweldsdelicten. Geweld is voor geweldplegers een waarde in zichzelf. Dit 'geweld om het geweld' noemt Schinkel 'autotelisch geweld'. Schinkel stelt in zijn onderzoek dat zinloos geweld waarschijnlijk grotendeels hiermee verklaard kan worden. De pleger van zinloos geweld heeft in de ogen van buitenstaanders geen motief, maar in veel gevallen is het zo dat de 'zin' van het geweld in het geweld zelf ligt. Daders krijgen een kick van het plegen van geweld.

## Publicaties
In 2007 verscheen zijn boek Denken in een tijd van sociale hypochondrie. Schinkel concludeerde dat we leven in een hypochondrische maatschappij, we doen te veel aan zelfanalyse en praten onszelf en vooral onze maatschappij allerlei kwalen aan. We zijn bang voor terrorisme, we zijn bezorgd over onze cultuur en de integratie. Volgens Schinkel zijn die angsten en zorgen uitingen van een hypochondrische maatschappij. Onder een hypochondrische maatschappij verstaat Schinkel o.a. een maatschappij die onzeker is van zichzelf, we weten niet meer waar we naartoe moeten of wie we zijn. Volgens Schinkel blazen de autochtone Nederlanders de problemen met allochtonen en integratie enorm op. Het boek is te lezen als een maatschappijkritiek waarin Schinkel pleit voor afschaffing van het integratiebeleid en invoering van een egalitair, op gelijkheid van uitgangspositie gericht beleid. Denken in een tijd van sociale hypochondrie werd door NRC Handelsblad tot een van de 100 beste boeken van 2007 gekozen.
In 2008 verscheen het boek De gedroomde samenleving. In dit boek analyseert Schinkel hoe er binnen Nederland over integratie en de samenleving gesproken wordt. Ook nu pleit Schinkel weer voor de afschaffing van het integratiebeleid.
In 2012 verscheen het boek De nieuwe democratie, naar andere vormen van politiek, bij uitgeverij De Bezige Bij. Hierin pleit Schinkel voor een nieuwe politisering. Deze politisering moet volgens Schinkel 'Links van Links' worden gecreëerd, waarbij hij pleit voor een her-ideologisering van het linkse politieke spectrum in Nederland. Zo roept hij de vraag op hoe representatief en effectief ons huidige kapitalistisch gedreven democratische stelsel is. Zouden we wereldwijd bijvoorbeeld niet veel beter af zijn met een pre-representatief stelsel, dat de reële behartiging van de belangen van onze kinderen en kleinkinderen voorop stelt.